# Владне
Вла́дне (до 1945 року — Кьоґенеш; крим. Kögeneş) — село Євпаторійського району Автономної Республіки Крим.